# Das Urteil: Der rätselhafte Planet
Der rätselhafte Planet (The Mysterious Planet) ist der erste Teil des 143. Handlungsstrangs mit dem Titel Das Urteil (The Trial of a Time Lord) der britischen Science-Fiction-Fernsehserie Doctor Who. Er besteht aus 4 Episoden, die vom 6. bis 27. September 1986 ausgestrahlt wurden.

## Handlung
Durch eine unbekannte Macht wird die TARDIS gezwungen, auf einer gallifreyschen Raumstation zu landen, wo der Doktor beschuldigt wird, sich unnötigerweise immer wieder in die Leben anderer Spezies einzumischen und dadurch deren Existenz bedroht. Als ersten Beweis zeigt der Ankläger (im Original Valeyard) dem hohen Gericht Aufzeichnungen die Einmischung des Doktors auf dem Planeten Ravolox.
Auf Ravalox versucht der Doktor herauszufinden, warum der Planet noch existiert, da dieser 500 Jahre in der Vergangenheit durch einen gigantischen Feuerball vernichtet hätte werden müssen. Dabei erwähnt Peri immer wieder, wie ähnlich Ravalox der Erde sei, und sie entdecken zusätzlich auch einen Eingang zu einer alten U-Bahn-Station mitten im Wald, bei der es sich allen Anschein nach um die Marble Arch Station handelt. Während der Doktor beschließt, weiter in den Untergrund vorzudringen, bleibt Peri auf der Oberfläche, wo sie von wilden Menschen gefangen genommen wird.
Das Ganze wird von den beiden Söldnern Sabalom Glitz und Dibber beobachtet, die nach Ravalox gekommen sind, um den L3-Roboter, der sich tief im Inneren des Planeten versteckt, zu zerstören. Auch sie werden von den wilden Menschen gefangen genommen. Die beiden müssen sich vor Katryca, der Anführerin des Stammes wilder Menschen, verantworten, doch als diese ihre Geschichte nicht glaubt, werden die Söldner entwaffnet und in eine Zelle gesperrt, wo sie auf die gefangengenommene Peri treffen.
Im Inneren des Planeten entdeckt der Doktor ein weitläufiges Netzwerk einer gigantischen und fortschrittlichen Stadt, die vom Unsterblichen beherrscht wird. Bei dem Unsterblichen handelt es sich um den L3-Roboter Drathro, der das Untergrundnetzwerk gebaut hat, um den Fortbestand der menschlichen Rasse auf dem Planeten zu sichern, da laut seiner Aussage die Oberfläche des Planeten nach wie vor in Feuer gehüllt ist. Drathro möchte den Doktor benutzen, um einige Systeme der Stadt zu reparieren, da die Stadt mehr und mehr Energie verliert und kurz davor steht, sich selbst zu zerstören, doch als dieser es schafft, Drathro zu entkommen, schickt er einen L3-Service-Roboter, um den Doktor zurückzuholen.
Als der Doktor zurück an die Oberfläche gelangt, wird er ebenfalls vom Stamm der wilden Menschen überrascht und festgenommen. Er versucht, Katryca vor Drathro zu warnen, doch sie glaubt auch dem Doktor nicht und wirft ihn in dieselbe Zelle wie Peri und die Söldner. Wiedervereint beginnen der Doktor und die anderen Gefangenen einen Fluchtplan zu entwickeln, werden aber durch den L3-Service-Roboter überrascht, der einfach durch eine Wand der Zelle bricht, um den Doktor gefangen zu nehmen. Als dieser seinen Gefangenen zurück zu Dathro bringen will, wird er von Katryca und ihren Kriegern überrascht und zerstört.
Voller Tatendrang machen sich Katryca und ihre Krieger auf ins Innere des Planeten, da sie glaubt, sie habe den Unsterblichen zerstört, um die anderen Menschen, die in der Untergrundstadt leben, zu befreien. Dort angekommen, wird sie aber von Drathro überrascht und getötet. Kurz darauf schaffen es auch der Doktor, Peri, Sabalom Glitz und Dibber zurück in die Untergrundstadt und stellen sich Drathro. Der Doktor bietet Drathro dieses Mal seine Hilfe an, um die Systeme der Stadt zu reparieren, bevor diese sich und alle Menschen auf dem Planeten zerstören kann. Doch Drathro lehnt ab und befiehlt Sabalom Glitz und seinem Partner Dibber, ihn mithilfe deren Raumschiffs vom Planeten zu bringen, bevor dieser sich zerstört. Auf dem Weg zum Raumschiff schaffen es jedoch Glitz und Dibber, Drathro zu überlisten und ihn zu zerstören.
Nachdem Drathro und die Söldner die Stadt verlassen haben, versucht der Doktor, die Systeme der Stadt zu reparieren. Als sich herausstellt, dass es tatsächlich zu spät ist, schafft der Doktor es jedoch, die Selbstzerstörung so einzudämmen, dass lediglich die Untergrundstadt vernichtet wird, und evakuiert alle Menschen der Stadt an die Oberfläche, wo sie ihn Frieden leben können. Nach mehreren Gesprächen mit den Bewohnern der Untergrundstadt findet der Doktor heraus, dass es sich bei Ravalox tatsächlich um die Erde handelt. Auf dem Weg zurück zur TARDIS wundern er und Peri sich noch, wer die Erde von ihrem Platz in der Milchstraße hierher in den tiefsten Weltraum transportiert hat und warum man sie als den längst zerstörten Planeten Ravalox getarnt hat.
Zurück auf der gallifreyschen Raumstation bekräftigt der Doktor seine Unschuld mit dem Beweis, dass er alle Menschen auf dem Planeten vor der Auslöschung gerettet habe, doch der Ankläger sieht darin nur, dass der Doktor das Gesetz der Time Lords gebrochen hat, sich niemals in die Belange anderer Welten einzumischen, und verlangt vom hohen Rat die Todesstrafe für den Doktor.

## Produktion
Nachdem die BBC die Serie im Februar 1985 abgesetzt hatte, konnte sie durch Proteste der Presse und Fans gerettet werden und so gab die BBC 1986 bekannt, dass die Serie mit einer 23. Staffel im September desselben Jahres zurückkehren würde. Da das Budget gekürzt wurde, wurde das Sendeformat der letzten Staffel verworfen und die Episoden waren wieder 25 Minuten lang anstelle der 45 Minuten der letzten Staffel. Aufgrund dessen wurden alle Drehbücher, die für die ursprüngliche 23. Staffel vorbereitet wurden, verworfen und neue geschrieben. Das Drehbuch war die letzte Arbeit von Autor Robert Holmes, der noch vor der Ausstrahlung der 4 Episoden im Mai 1986 verstarb.
Das Modell der gallifreyschen Raumstation war mit Kosten von über 8.000 £ das teuerste Modell, das je für die Serie gebaut wurde. Ab dieser Staffel wurden sowohl Innenaufnahmen als auch Außenaufnahmen auf Video gedreht, zuvor wurden Außenaufnahmen noch auf Film gedreht.
Roger Brierley, der dem L3-Roboter Drathro seine Stimme lieh, sollte die Rolle ursprünglich auch im Kostüm verkörpern. Da ihm das vorgefertigte Kostüm nicht passte, sprang Paul McGuinness ein und spielte den Roboter am Set, während Brierleys Stimme später nachsynchronisiert wurden. Für diese Staffel wurde eine neue Version des Doctor-Who-Themas, komponiert von Dominic Glynn, eingespielt.

## Einschaltquoten
1. The Trial of a Time Lord – Part 1: 4,9 Millionen Zuschauer
2. The Trial of a Time Lord – Part 2: 4,9 Millionen Zuschauer
3. The Trial of a Time Lord – Part 3: 3,9 Millionen Zuschauer
4. The Trial of a Time Lord – Part 4: 3,7 Millionen Zuschauer

## Besetzung und Synchronisation
Die Synchronisation der Geschichte übernahm H.W. Film in München unter der Regie von Hendrik Wiethase, der auch das Dialogbuch verfasste.
| Rolle                           | Schauspieler                                           | Synchronsprecher     |
| ------------------------------- | ------------------------------------------------------ | -------------------- |
| Der (6.) Doktor                 | Colin Baker                                            | Michael Schwarzmaier |
| Perpugilliam „Peri“ Brown       | Nicola Bryant                                          | Maria Böhme          |
| Ankläger (Valeyard)             | Michael Jayston                                        | Fred Maire           |
| Vorsitzende (Inquisitor)        | Lynda Bellingham                                       | Marion Hartmann      |
| Katryca                         | Joan Sims                                              | Anita Höfer          |
| Sabalom Glitz                   | Tony Selby                                             | Holger Schwiers      |
| Drathro                         | Roger Brierley (Stimme) Paul McGuinness (Schauspieler) | Klaus Kessler        |
| Merdeen                         | Tom Chadbon                                            | Erhard Hartmann      |
| Gebrochener Zahn (Broken Tooth) | David Rodigan                                          | Andreas Neumann      |
| Dibber                          | Glen Murphy                                            | Hans-Georg Panczak   |
| Balazar                         | Adam Blackwood                                         | Florian Halm         |
| Humker                          | Billy McColl                                           | Florian Halm         |
| Tandrell                        | Sion Tudor Owen                                        | Philipp Brammer      |
| Grell                           | Timothy Walker                                         | Manou Lubowski       |

## Veröffentlichung
In England wurde eine Romanversion, geschrieben von Terrance Dicks, der Geschichte im November 1987 durch Target Books veröffentlicht. Dabei wurden für die 4 Folgen der Titel The Mysterious Planet verwendet. 1993 folgte eine Veröffentlichung auf VHS, zusammen mit den anderen 10 Teilen des Handlungsstrangs, als The Trial of a Time Lord Box Set und am 29. September 2008 folgte eine DVD-Box aller 14 Folgen unter demselben Titel.
In Deutschland wurden die 4 Episoden vom 7. bis 10. Februar 1995 in deutscher Erstausstrahlung gezeigt. Auf DVD erschienen die Folgen am 29. Juli 2016 als Teil des DVD-Sets Doctor Who – Der sechste Doktor: Volume 3. Dabei erhielten sie den Beititel Der rätselhafte Planet.

## Trivia
- Bei der Ausstrahlung der 4 Episoden wurde lediglich der Titel The Trial of a Time Lord verwendet, der Zusatz The Mysterious Planet stammte von der Romanversion, die Ende 1987 veröffentlicht wurde. Dieser wurde später von der BBC selbst übernommen, als die Episoden auf DVD veröffentlicht wurden. Auch in Deutschland wurde bei der Ausstrahlung lediglich der Titel Das Urteil benutzt. Für die DVD-Veröffentlichung wurde ebenfalls ein deutscher Einzeltitel benutzt.